# Iweb
Iweb är ett datorprogram från Apple Inc för att skapa en egen webbsida eller blogg. Resultatet publiceras med hjälp av tjänsten Mobileme eller via FTP. 
Med hjälp av färdiga mallar går det snabbt och enkelt att få sin sida att se bra ut. Programmet kan även användas för att lägga upp bildgallerier. Dessutom erbjuds integration med bland annat Facebook, Youtube och Google Maps.
Iweb är sedan lanseringen 2006 en del av programsviten Ilife. Aktuell version är 3.0.3 som släpptes den 15 februari 2011.